# WorkPLAN
WorkPLAN は、セスクワによって開発された生産管理システム(ERP)でシステムである(WorkPLAN EnterpriseとMyWorkPLAN)。金型メーカーをはじめ、部品加工や組立メーカーなど、あらゆる製造業向けに企業向けに開発された。
WorkPLAN Enterpriseのユーザーは、金型、鋳型、エンジニアリング、機械加工、自動車、航空宇宙業界である。

## 歴史
WorkPLAN (ERP)は、1992年にセスクワによって市場投入された。 WorkPLAN V12は2006年にリリースされたWorkPLANの最終バージョンである。
セスクワは、2003年に次世代のWorkPLANの開発を開始し、2006年にMyWorkPLAN、そして2008年にWorkPLAN Enterpriseを市場投入した。
MyWorkPLANはERPのモジュール製品で、WorkPLAN EnterpriseはMyWorkPLANのフルバージョンである。
この2つの製品は、CADシステムで使われているようなナビゲーションツリー構造を含む新しいインタフェースである。
MyWorkPLAN V3とWorkPLAN Enterprise V3は、2009年にリリースされた。
2つの製品は、2009年11月25日にSAP 認証製品となった。